# Chashaku

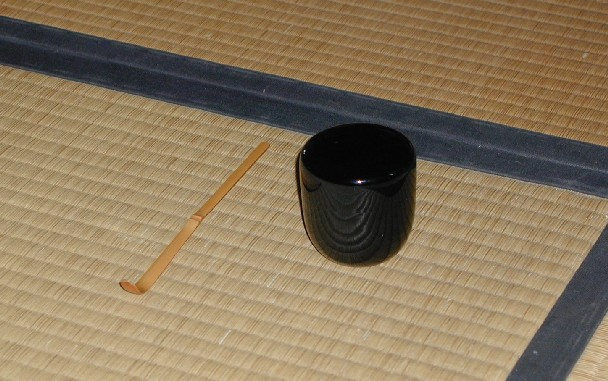
Chashaku (茶杓) e Natsume (棗) per la cerimonia Usucha (Usucha-ki natsume, 薄茶器棗). Da notare che il natsume è il classico Rikyū-gata natsume (利休形棗), interamente laccato di nero sia fuori che all'interno.

Il Chashaku (茶杓) è un utensile (chadougu, 茶道具) utilizzato per la cerimonia del tè giapponese (cha no yu, 茶の湯). È un cucchiaio sottile in bambù utilizzato per trasferire il tè verde in polvere (matcha, 抹茶), dal suo contenitore (denominato nella cerimonia Usucha, 薄茶, come Natsume, 棗) alla tazza (chawan, 茶碗) dove poi sarà mescolato dal chasen (茶筅, un frullino in bambù) con dell'acqua calda, ma non bollente (massimo 65 °C). 
Originariamente il chashaku era in avorio e veniva utilizzato nelle botteghe che commerciavano farmaci. Altri materiali con cui veniva fabbricato erano l'argento, il legno di gelso e i gusci di tartaruga. Nel XVII secolo, tuttavia, i maestri del tè gli preferirono il più semplice e sobrio materiale di bambù, proveniente dalla locale cultura contadina. 
Le dimensioni del chashaku possono variare, ma la forma più diffusa è compresa nella lunghezza tra i 19 e 21,5 centimetri, la larghezza non supera, in genere, il centimetro. 
La punta (denominata tsuyu 露) viene curvata lungo le venature di crescita del bambù, risalendo verso il manico (denominato ottori 追取), il cui inizio è segnalato da una scanalatura denominata fushi 節, la struttura si inspessisce e termina con un taglio netto (denominato kiridome 切止). 
Prima di arrivare al chashaku interamente di bambù, ideato e preferito da  Sen no Rikyū (千利休, 1522-1591), vi furono dei chashaku compositi formati da bambù con legno di gelso o argento. 
Ai chashaku viene spesso assegnato un nome. Prima di compiere seppuku,  Sen no Rikyū nominò il suo come namida (淚, lacrime). Questo chashaku venne poi consegnato a Furuta Oribe (古田織部, o Furuta Shigenari, 古田重然, 1545-1615), anche lui poi costretto a compiere seppuku dietro ordine di uno shōgun.